# Alfons Moog
Alfons Moog (* 14. Februar 1915 in Kottenheim; † 7. Dezember 1999 in Köln) war ein deutscher Fußballspieler.

## Karriere

### Vereine
Moog begann in Kottenheim bei der ortsansässigen Fortuna mit dem Fußballspielen, bevor er aus der Eifel an den Rhein zum Kölner SC 1899 wechselte und für diesen von 1935 bis 1937 in der Gauliga Mittelrhein, in einer von zunächst 16, später auf 23 aufgestockten Gauligen zur Zeit des Nationalsozialismus als einheitlich höchste Spielklasse im Deutschen Reich, Punktspiele bestritt. Die Saison 1937/38 und 1938/39 spielte er dann für den VfL Köln 1899, der aus der Fusion mit dem Kölner CfR hervorgegangen war, und zu dem er – nach seiner Zeit bei Eintracht Frankfurt in der Staffel Mainhessen der Gauliga Südwest – im März 1941 in die Gauliga Köln-Aachen zurückkehrte. Von Juli 1941 bis April 1942 war er erneut für Eintracht Frankfurt, diesmal in der Gauliga Hessen-Nassau, tätig, bevor er erneut nach Köln zurückkehrte und bis Saisonende 1943/44 dort erneut für den VfL Köln 1899 aktiv war.
Während seiner Kölner Vereinszugehörigkeit gewann er an der Seite seines Bruders Ernst zwei Gaumeisterschaften. In der sich anschließenden Endrunde um die Deutsche Meisterschaft 1940/41 verwiesen die Kölner in den Spielen der Gruppe 3 Kickers Offenbach, TuS Helene Essen und den FC 93 Mülhausen auf die Plätze. Im Halbfinale, das am 8. Juni 1941 in Dresden ausgetragen wurde, scheiterte er mit seiner Mannschaft nach der 1:4-Niederlage (alle Tore von Hermann Eppenhoff) gegen den FC Schalke 04 am Einzug ins Finale. Das Spiel um Platz 3 ging ebenfalls und an selber Stätte mit 1:4 verloren – gegen den Dresdner SC. In der Folgesaison schied er mit seiner Mannschaft bereits im Achtelfinale mit 1:3 gegen Kickers Offenbach aus dem Wettbewerb aus.
Nach dem Ende des Zweiten Weltkriegs spielte er noch bis Saisonende 1948/49 für den SC West Köln im Rheinbezirk.

### Auswahl-/Nationalmannschaft
Als Spieler der Gauauswahlmannschaft Mittelrhein nahm er in der Saison 1939/40 am Ausscheidungsspiel und 1940/41 an der Vorrunde des Wettbewerbs um den Reichsbundpokal teil. Nach dem Zweiten Weltkrieg wurde er am 30. Juni 1946 nochmals zum Repräsentativspiel des Westens gegen den Süden berufen. Mit Paul Janes bildete er das Verteidigerpaar der West-Auswahl.
Für die A-Nationalmannschaft bestritt er als Spieler des VfL Köln 1899 sieben Länderspiele. Sein Debüt gab er am 29. Juni 1939 in Tallinn beim 2:0-Sieg über die Nationalmannschaft Estlands. In seinem zweiten Länderspiel am 14. Juli 1940 in Frankfurt am Main, beim 9:3-Erfolg gegen die Nationalmannschaft Rumäniens, debütierte Fritz Walter als Nationalspieler. Seinen siebten und letzten Einsatz in der DFB-Elf hatte er am 17. November 1940 in Hamburg beim 1:0-Sieg über die Nationalmannschaft Dänemarks.
Major Hermann Graf, im Jahr 1943 Kommodore des Jagdgeschwaders 11 in Jever und Gründer der Militärfußballmannschaft Rote Jäger gelang es, Moog, dienstlich in der Nachrichtenschule in Halle an der Saale tätig, für seine Mannschaft zu gewinnen. Mit ihm, Hermann Eppenhoff, Franz Hanreiter und Fritz Walter, den er als Herberger-Vertrauten von der Insel Elba nach Friesland lotsen konnte, standen der Mannschaft vier Nationalspieler zur Verfügung. Moog besetzte in der Mannschaft die Mittelläuferposition und war zugleich Chef der Abwehr.
Am 16. Januar 1944 fand die Begegnung mit dem LSV Hamburg auf dem Victoria-Platz im heutigen Lokstedt vor 12.000 Zuschauern statt. Unter den Zuschauern weilte auch Sepp Herberger und sah einen 3:2-Sieg der Graf-Truppe. In der Soldaten-Elf wurde er "Brummes" und Fritz Walter "Friedrich" gerufen. Ebenso kam er am 4. März 1944 in Cloppenburg beim 6:0-Sieg über die Spielgemeinschaft LSV Ahlhorn/Reichsbahn Cloppenburg, die überwiegend aus Soldaten der Wehrmacht bestand – darunter u. a. Karl Vetter – zum Einsatz.
Die Roten Jäger spielten mit:
Karl Flinner (Wilhelmshaven 05) – Siegfried „Friedel“ Klagges (SG Wattenscheid 09), Hermann Koch (Schwaben Augsburg) – Werner Humpert (Sportfreunde Dresden), Alfons Moog (VfL Köln 1899), Bruno Klaffke (Duisburger FV 08) – Karl-Heinz Höger (SV Dessau 05), Franz Hanreiter (SK Admira Wien), Walter Bammes (SpVgg Fürth), Fritz Walter (1. FC Kaiserslautern), Richard Leonhardt (Planitzer SC).

## Erfolge
- Gaumeister Köln-Aachen 1942
- Gaumeister Mittelrhein 1941

## Sonstiges
Nach seiner Spielerkarriere baute er sich, sehr erfolgreich, einen Glasereibetrieb in Köln auf.